# 伊藤順蔵
伊藤 順蔵（いとう じゅんぞう）は長野県出身の日本のバスケットボールのコーチ、早稲田大学教授。

## 学歴
諏訪清陵高校卒、早稲田大学政治経済学部卒、1957年（昭和32年）、早稲田大学大学院商学研究科修了。商学修士。

## 履歴
早稲田大学政治経済学部時代にバスケットボール選手として活躍。その後、早稲田大学バスケットボール部のコーチ・監督,早稲田実業高監督・総監督を歴任し,各種大会に好成績をあげる。
早稲田大学教授。日本体育協会1級トレーナー。日本バスケットボール協会技術普及委員。ミニバスケットボール教室指導員。全国教育系大学・学生バスケットボール講習会講師を歴任。

## 著作
伊藤順蔵(他)1977『バスケットボール_基礎と実践』成美堂出版